# Pekka Vasala
Pekka Antero Vasala (Riihimäki, 17 d'abril, 1948) és un és atleta finlandès que participà en proves de mig fons.
Als Jocs Olímpics de Ciutat de Mèxic 1968 només fou 41è als 1500 metres llisos. Això no obstant, aconseguí millorar espectacularment i quatre anys més tard, a Múnic 1972, guanyà la medalla d'or en la mateixa prova amb un temps de 3 minuts 36,3 segons, superant Kip Keino i Rod Dixon.